# Печери Болгарії

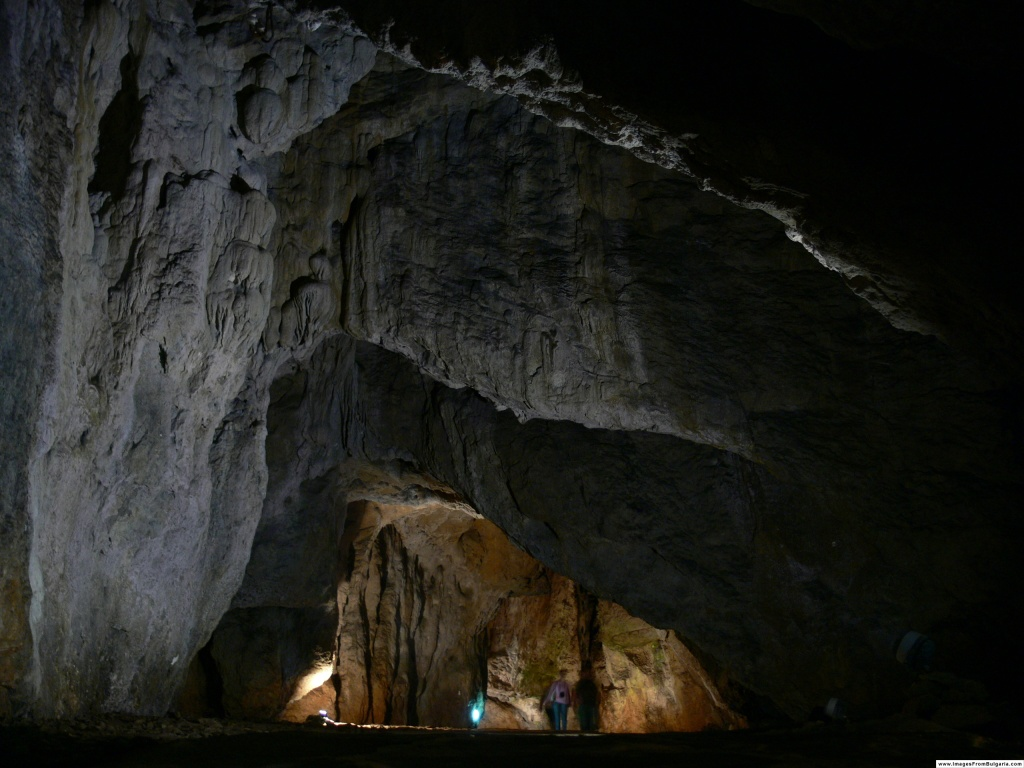
Печера Бачо-Киро, Габрово

Станом на 2002 р. у Болгарії зареєстровано понад 4,5 тисячі підземних порожнин. Вперше, в XVII ст., про печери в Болгарії згадує учасник Болгарського національного відродження Петар Богдан. Перше Болгарське спелеологічне товариство було створене в 1929 р. Вперше в країні, в 1937 р., для огляду було відкрито печеру Бачо-Киро.
В печерах мешкає понад 700 видів безхребетних тварин і 32 з 37, відомих у Європі видів кажанів.
Довжина 15 печер перевищує 2,5 км (найбільші — Духлата, 17600 м; Орлова Чука, 13 155 м); 15 — мають глибину понад 100 м (Барките, — 415 м; Райчовадупка, — 382 м). Привертає увагу велика печера в доломітах (Темната дупка, 7000 м), що включає чотири поверхи, підземну річку, озера, сифони. У Родопах знаходяться велетенські порожнини, утворені гідротермальними водами.

## Найдовші печери в Болгарії
| №   | Назва                         | Населений пункт | Область          | Довжина в м |
| --- | ----------------------------- | --------------- | ---------------- | ----------- |
| 1.  | Духлата                       | Боснек          | Перницька        | 17600       |
| 2.  | Орлова чука                   | Пепелина        | Русенська        | 13437       |
| 3.  | Ягодинська печера             | Ягодина         | Смолянська       | 8307        |
| 4.  | Темната дупка                 | Лакатник        | Софійська        | 6000        |
| 5.  | Врелото                       | Боснек          | Перницька        | 5280        |
| 6.  | Голямата Балабанова           | Комштиця        | Софійська        | 4800        |
| 7.  | Приказна                      | Котел           | Сливенська       | 4782        |
| 8.  | Бонинська (Попська) печера    | Крушуна         | Ловецька         | 4530        |
| 9.  | Андка                         | Дряново         | Габровська       | 4000        |
| 10. | Русе-№213                     | Емен            | Великотирновська | 3906        |
| 11. | Тизоїн                        | Губеш           | Софійська        | 3599        |
| 12. | Система печер Понора Жабокрек | Чирен           | Врачанська       | 3422        |
| 13. | Райчова дупка                 | Черний Осим     | Ловецька         | 3333        |
| 14. | Водната пещера                | Церово          | Софійська        | 3264        |
| 15. | Люцифер                       | Котел           | Сливенська       | 3200        |
| 16. | Моровиця                      | Гложене         | Ловецька         | 3200        |
| 17. | Еменська печера               | Емен            | Великотирновська | 3113        |
| 18. | Мгливий сняг                  | Твирдиця        | Сливенська       | 3076        |
| 19. | Марина (Парова) дупка         | Генчевці        | Габровська       | 3075        |
| 20. | Бамбалова дупка               | Емен            | Великотирновська | 2923        |

## Ресурси Інтернету
- Пълен списък на известните пропасти в България [Архівовано 4 березня 2016 у Wayback Machine.]
- Пещера Магура- рисунки на 12000 год. [Архівовано 7 вересня 2006 у Wayback Machine.]
- Пълен списък на картотекираните пещери [Архівовано 20 січня 2016 у Wayback Machine.]
- Картотека на българските пещери — www.hinko.org